# Andrzej Lubieniecki (zm. 1623)
Andrzej Lubieniecki tzw. starszy (ur. ok. 1551, zm. 6 lutego 1623 w Siedliskach) – duchowny, historyk i pisarz braci polskich.

## Życiorys
Jego rodzina, pierwotnie osiadła na Kujawach przeniosła się do województwa lubelskiego. Był synem Stanisława,  i Katarzyny z Sobieskich, wyznawców kalwinizmu. Jego braćmi byli Paweł, Krzysztof Lubieniecki (starszy) i Stanisław Lubieniecki (starszy). Uczęszczał od 1560 roku do gimnazjum kalwińskiego w Bychawie, w tym samym roku wziął wraz z ojcem udział w dwu synodach kalwińskich w Bychawie. W 1569 brał udział w obradach Sejmu w Lublinie, podczas którego została uchwalona Unia lubelska. Od 1573 studiował w Paryżu, następnie był dworzaninem Henryka Walezego i Stefana Batorego. 
Po roku 1583 Lubieniecki stał się wyznawcą doktryny braci polskich. Gdy był duchownym zboru w Śmiglu, zaprzyjaźnił się i zaczął współpracować z Faustem Socynem. Następnie został duchownym (ministrem zboru) w Hoszczy na Wołyniu. Brał udział w synodach braci polskich w Rakowie w 1601 i 1602, gdzie zamieszkał. Mianowano go sekretarzem synodu i scholarchą Akademii Rakowskiej.
Około 1616 Lubieniecki napisał swoje najważniejsze dzieło: Poloneutichia abo Królestwa Polskiego szczęście, a przy tym i W. Księstwa Litewskiego. A potem tegoż szwankowanie w roku 1612 i 1613 (opublikowane po raz pierwszy w 1843 roku, a w całości w 1982). Dzieło opisuje historię Polski, ze szczególnym uwzględnieniem okresu 1506−1616. W tej książce Lubieniecki podkreślał, że Bóg karze Polskę właśnie z powodu prześladowania innowierców oraz przejawów nietolerancji. Pisał również poezje i pisma polemiczne. W latach 1617–1619 prowadził Księgę przyjaciół (Liber amicorum), która zawiera około 200 wpisów polskich i cudzoziemskich unitarian.
W 1620 Lubieniecki zamieszkał w majątku ziemskim swojego brata Pawła w Wysokiem, następnie mieszkał w Krupem i w Siedliskach, gdzie zmarł. Został pochowany w Suchodołach.
Jego synem był Andrzej Lubieniecki (młodszy), również historyk, zajmujący się dziejami unitarianizmu, autor dwutomowej Sylwy.